# Calluella guttulata
Calluella guttulata és una espècie de granota de la família Microhylidae que viu a Laos, Malàisia, Myanmar, Tailàndia, Vietnam i, possiblement també, a Cambodja.
Està amenaçada d'extinció per la pèrdua del seu hàbitat natural.